# 野孫
野孫（のまご）は、埼玉県さいたま市岩槻区の大字。郵便番号は339-0023。

## 地理
さいたま市岩槻区南部の沖積平野に位置する。南北に細長い地域で、北部に住居がまばらにあり、南部は農地となっている。大字黒谷を通る埼玉県道214号新方須賀さいたま線沿線付近に、野孫の飛地が二か所存在する。

## 歴史
もとは江戸期より存在した埼玉郡岩槻領に属する野島方村および孫十郎村であった。野島方村の東方に持添新田である見附新田、孫十郎村の持添新田の見附田新田を領する。なお村名の孫十郎とは開発者の名前である。
- 野島方村、孫十郎村ともにはじめは岩槻藩領、1756年（宝暦6年）より幕府領となる[4][5]。検地は1629年（寛永6年）に実施[6][7]。
- 1871年（明治4年）11月13日 - 第1次府県統合により埼玉県の管轄となる。
- 1879年（明治12年）3月17日 - 郡区町村編制法により成立した南埼玉郡に属す。郡役所は岩槻町に設置。
- 1889年（明治22年）4月1日 - 町村制施行に平行して尾ヶ崎、釣上、野島方、孫十郎、高曽根、末田、尾ヶ崎新田、釣上新田の6箇村2新田が合併し、新和村が成立。新和村の大字野島方および大字孫十郎となる。
- 1943年（昭和18年）2月11日 - 大字野島方と大字孫十郎が併合され、大字野孫が成立。両大字の頭文字から名づけられた。
- 1954年（昭和29年）
  - 5月3日 - 新和村が岩槻町、川通村、和土村、柏崎村、河合村、慈恩寺村と合併し、岩槻町が成立[8]。岩槻町の大字となる。
  - 7月1日 - 岩槻町が市制施行し岩槻市となる[8]。岩槻市の大字となる。
- 2005年（平成17年）4月1日 – 岩槻市がさいたま市に編入合併され、さいたま市岩槻区の大字となる。

## 世帯数と人口
2017年（平成29年）10月1日現在の世帯数と人口は以下のとおりである。
| 大字     | 世帯数 | 人口  |
| -------- | ------ | ----- |
| 大字野孫 | 97世帯 | 271人 |

## 小・中学校の学区
市立小・中学校に通う場合、学区（校区）は以下のとおりとなる。
| 区域               | 小学校                 | 中学校                 |
| ------------------ | ---------------------- | ---------------------- |
| 875番地1〜899番地3 | さいたま市立和土小学校 | さいたま市立城南中学校 |
| その他             | さいたま市立新和小学校 | さいたま市立城南中学校 |

## 交通

### 鉄道
地内に鉄道路線は敷設されていない。1.5キロほど西に埼玉高速鉄道線の浦和美園駅がある。

### 道路
- 国道463号越谷浦和バイパス

### 路線バス
地内に路線バスは運行されていない。

## 施設
かつては当地区に越谷陸軍飛行場が1945年（昭和20年）に開設されていた。 
- 野孫神社
- JA南彩岩槻米穀低温倉庫